# Mieczysław Cisło
Mieczysław Cisło (ur. 15 sierpnia 1945 w Niemirówku) – polski duchowny rzymskokatolicki, doktor teologii, rektor Wyższego Seminarium Duchownego w Lublinie w latach 1991–1998, biskup pomocniczy lubelski w latach 1998–2020, od 2020 biskup pomocniczy senior archidiecezji lubelskiej.

## Życiorys
Urodził się 15 sierpnia 1945 w Niemirówku. W 1964 ukończył Liceum Ogólnokształcące w Tomaszowie Lubelskim i złożył egzamin dojrzałości. W latach 1964–1970 zdobywał formację kapłańską w Wyższym Seminarium Duchownym w Lublinie i studiował na Wydziale Teologicznym Katolickim Uniwersytecie Lubelskim. Święceń prezbiteratu udzielił mu 14 czerwca 1970 w Lublinie biskup diecezjalny lubelski Piotr Kałwa. Od 1975 odbywał studia w zakresie teologii dogmatycznej na Papieskim Uniwersytecie Gregoriańskim w Rzymie, które ukończył ze stopniem doktora teologii.
W latach 1970–1974 pracował jako wikariusz w parafii św. Franciszka Ksawerego w Krasnymstawie, a w latach 1974–1975 w parafii św. Anny w Lubartowie. W 1990 wszedł w skład rady kapłańskiej. W 1992 został mianowany kanonikiem gremialnym Kapituły Archikatedralnej Lubelskiej, a w 1996 otrzymał godność kapelana honorowego Jego Świątobliwości.
W Wyższym Seminarium Duchownym w Lublinie pełnił funkcje prefekta (1981–1984), wicerektora (1984–1991) i rektora (1991–1998), a także prowadził wykłady z dogmatyki. W 1982 został pracownikiem naukowym Katolickiego Uniwersytetu Lubelskiego, gdzie zajmował stanowiska asystenta (od 1985) i adiunkta (od 1989).
13 grudnia 1997 papież Jan Paweł II mianował go biskupem pomocniczym archidiecezji lubelskiej ze stolicą tytularną Auca. Święcenia biskupie otrzymał 2 lutego 1998 w archikatedrze św. Jana Chrzciciela i św. Jana Ewangelisty w Lublinie. Udzielił mu ich arcybiskup metropolita lubelski Józef Życiński, któremu asystowali arcybiskup Józef Kowalczyk, nuncjusz apostolski w Polsce, i Bolesław Pylak, emerytowany arcybiskup metropolita lubelski. Jako zawołanie biskupie przyjął słowa „Christus Pascha nostrum” (Chrystus nasza Pascha). W archidiecezji objął urząd wikariusza generalnego, został przewodniczącym archidiecezjalnej komisji duszpasterstwa ogólnego, a także członkiem rady kapłańskiej i kolegium konsultorów. W 2011 po śmierci arcybiskupa Józefa Życińskiego został wybrany przez archidiecezjalne kolegium konsultorów na administratora archidiecezji. 15 sierpnia 2020 papież Franciszek przyjął jego rezygnację z obowiązków biskupa pomocniczego lubelskiego.
W strukturach Konferencji Episkopatu Polski był delegatem ds. Ruchów Katolickich i asystentem przy Radzie Katolików Świeckich. Objął stanowiska przewodniczącego Rady ds. Dialogu Religijnego, Komitetu ds. Dialogu z Judaizmem i Zespołu ds. Dialogu ze Wspólnotą Kościelną Luterańsko-Augsburską, a także został członkiem Zespołu ds. Kontaktów z Przedstawicielami Kościoła Greckokatolickiego Na Ukrainie.
Wszedł w skład Komitetu Wspierania Muzeum Historii Żydów Polskich Polin w Warszawie.
W 2020 był współkonsekratorem podczas sakry biskupa pomocniczego lubelskiego Adama Baba.

## Wyróżnienia
W 2020 został odznaczony Medalem „Zasłużony dla Miasta Lublin”, przyznanym przez prezydenta miasta.
W 2017 za zaangażowanie w dialog katolicko-żydowski i w zachowanie dziedzictwa polskich Żydów otrzymał nagrodę Laur Pamięci.